# Clara-Jumi Kang
Clara-Jumi Kang (* 10. Juni 1987 in Mannheim) ist eine deutsche Geigerin südkoreanischer Abstammung.

## Jugend und Ausbildung
Clara-Jumi Kang wurde in Mannheim als Kind südkoreanischer Eltern geboren. Beide Eltern sind Opernsänger; der Vater, Philip Kang, ist Bassist, die Mutter Sopranistin. Klavier- und Geigenunterricht erhielt sie bereits im Alter von drei Jahren. Ab dem fünften Lebensjahr wurde sie an der  Musikhochschule Mannheim von Valery Gradow unterrichtet. Im Alter von 7 Jahren zog sie in die USA und erhielt ein Stipendium an der Juilliard School, wo sie zusammen mit Dorothy Delay und Hyo Kang studierte. Im Anschluss daran studierte sie an der Hanns Eisler Hochschule in Berlin und der Hochschule für Musik und Theater in München.

## Karriere
Kangs ersten professionellen Auftritt gab sie mit den Symphonikern Hamburg. Sie gewann im Jahr 2009 die Seoul International Violin Competition in Hannover. und errang beim Internationalen Joseph Joachim Violinwettbewerb in Hannover den zweiten Platz.  Im Jahr 2010 gewann sie den ersten Preis der Sendai International Violin Competition und eine Goldmedaille bei der International Violin Competition of Indianapolis, bei der sie daneben auch mit 5 Zusatzpreisen geehrt wurde. Im Jahr 2012 wurde sie von der Zeitung Dong A Times in die Liste der 100 einflussreichsten Koreaner aufgenommen und erhielt im selben Jahr den Daewon Music Award für ihre herausragenden Leistungen bei internationalen Konzerten. Im Jahr 2014 wurde sie mit dem Preis Kumho Musician of the year geehrt.

## Trivia
Die Tatsache, dass Clara-Jumi Kang bereits im Alter von 5 Jahren von der Musikhochschule Mannheim für deren Vorschulklasse zugelassen wurde, verdankt sie nach eigenen Angaben einer Verwechslung. Kangs Eltern reichten das Bewerbungsschreiben ein, als Clara-Jumi noch 4 Jahre alt war. Der zuständige Sachbearbeiter glaubte irrtümlich, dass bei der Altersangabe eine „1“ vergessen worden sei; da typische Vorschüler etwa 13 bis 14 Jahre alt waren, trug er die „1“ nach und machte so eine „14“ aus der „4“. Erst als sie zum Vorspielen aufgerufen wurde und ein 4-jähriges Kind erschien, wurde klar, dass die ursprünglich im Bewerbungsschreiben eingetragene Altersangabe korrekt gewesen wäre. Sie durfte dennoch vorspielen und wurde anschließend auch für die Vorschulklasse zugelassen.